# 幸福川 (埼玉県)

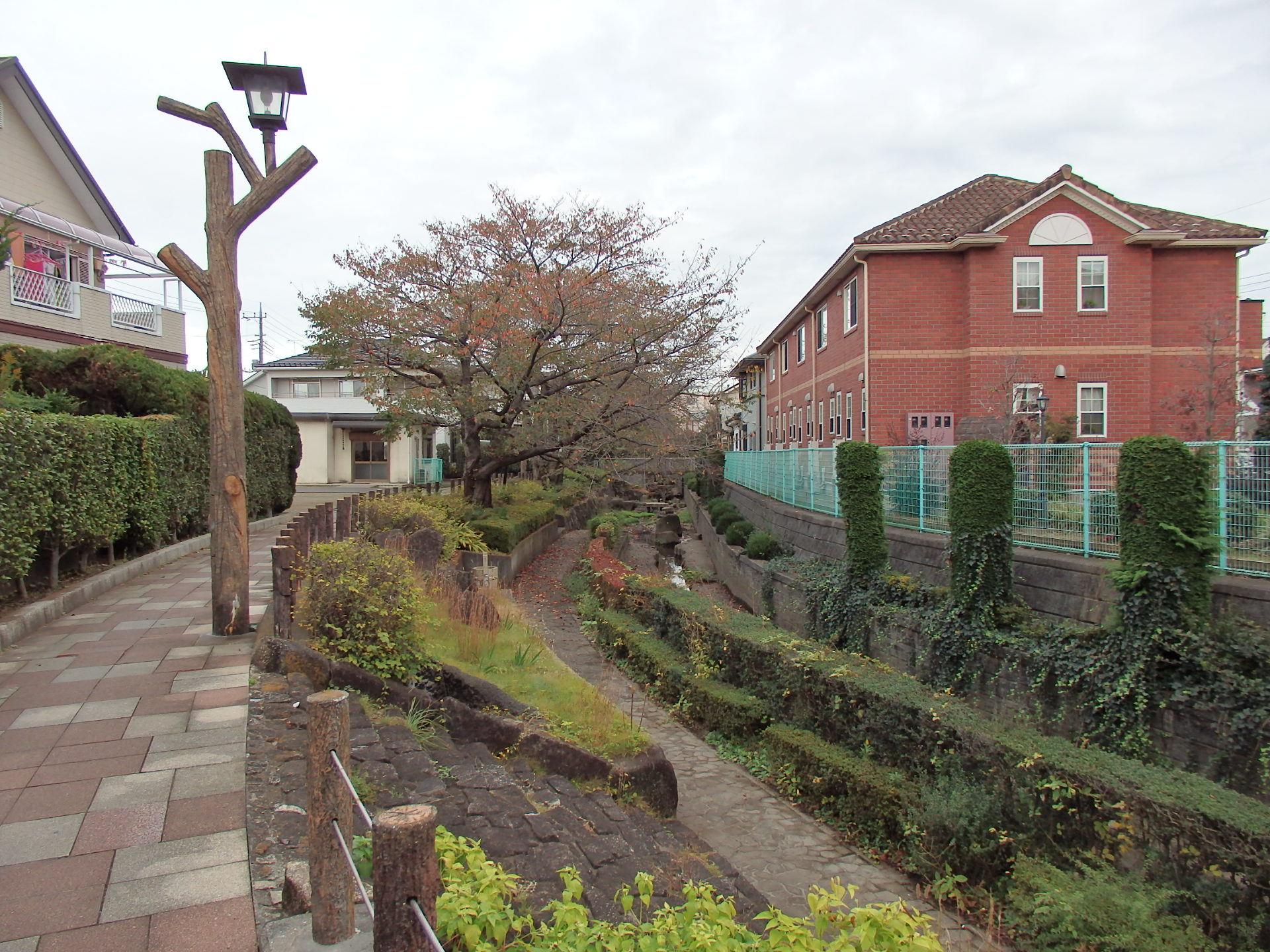
緑道が整備されている

幸福川（しあわせがわ）は、埼玉県川口市を流れる普通河川。伝右川支流。

## 概要
東京外環自動車道（国道298号）付近から北東へ流れ、伝右川に合流する。周辺の区画整理事業によって整備された河川で、安行出羽緑道が整備されている。

## 橋梁
- 櫻橋
- 欅橋
- 紅葉橋
- 楓橋

## 周辺施設
- 道の駅川口・あんぎょう